# Alexander Freund
Alexander Freund (* 1993) ist ein deutscher Fernsehdarsteller.
Freund kam als Laiendarsteller zum Fernsehen. Bekanntheit erlangte er als Darsteller in der Scripted-Reality-Serie Berlin – Tag & Nacht. Freund spielt seit 2011 die Rolle des Florian „Schmidti“ Schmidt, den besten Freund von Karsten Rätze („Krätze“). Er gehört zum Hauptcast der Serie. Er jobbte in der Serie u. a. als Mitarbeiter einer Waschstraße und war Besitzer des Hausboots. Sein Rollen-Image in der Serie ist das eines „liebenswerten Chaoten“. Bei Fans gilt Freunds Rolle als beliebte Serienfigur.
Ab Herbst 2014 war Freund in der Serie zunächst mehrere Monate nicht mehr zu sehen. Anfang 2015 erklärte Freund auf seiner Facebook-Seite seinen Ausstieg aus der Serie nach über drei Jahren, in denen er die Figur „Schmidti“ spielte; er begründete dies mit der Notwendigkeit einer „Auszeit“. Später kehrte er jedoch wieder zur Serie zurück.

## Filmografie
- 2011–: Berlin – Tag & Nacht